# Mireille Hadas-Lebel
Mireille Hadas-Lebel, née le 26 septembre 1940 en Tunisie, est une historienne française de l'Antiquité, spécialiste de l'histoire du judaïsme et de la langue hébraïque.

## Biographie
Mireille Bonan, née le 26 septembre 1940 en Tunisie dans une famille juive d'origine livournaise, elle réussit le concours d'entrée à l'École normale supérieure de jeunes filles (promotion 1960 Lettres). Après avoir obtenu l'agrégation de grammaire et un doctorat (histoire antique), elle devient professeur à l'INALCO, où elle dirige le Département d'hébreu pendant de nombreuses années. Elle enseigne jusqu’à sa retraite l'histoire des religions à l'université Paris-Sorbonne. Son cours porte sur l'histoire du judaïsme dans le monde antique et, plus particulièrement, sur les liens de la Judée avec le monde hellénique et romain, ainsi que sur l'importance de la diaspora juive à travers l'étude de textes d'auteurs grecs et romains et des Livres historiques de la Bible.
Également vice-présidente de l'Amitié judéo-chrétienne de France (AJCF), Mireille Hadas-Lebel est l'épouse du haut fonctionnaire Raphaël Hadas-Lebel. Ils ont cinq enfants : Anne, Jean, Hélène, Emmanuelle et Laure.

## Principales publications
- Récits et légendes des mondes juifs (ill. Jérémie Dres), Yodea, 2022 (ISBN 978-2-9140-8474-1).
- Les pharisiens : Dans les Évangiles et dans l'histoire, Albin Michel, 2021 (ISBN 978-2-226-45827-8).
- Hérode, Fayard, 2017 (ISBN 978-2-213-70085-4)
- Une histoire du messie, Albin Michel, 2014 (ISBN 978-2-226-25390-3)
- Manuel avancé d'hébreu (avec Sonia Barzilay-Naud), l'Asiathèque-Maison des langues du monde, 2009 (ISBN 978-2-915255-82-9).
- Rome, la Judée et les Juifs, Paris, A. & J. Picard, coll. « Antiquité-synthèses » (no 12), 2009, 231 p. (ISBN 978-2-7084-0842-5, présentation en ligne).
- Hillel : Un sage au temps de Jésus, Albin Michel, 2005 (ISBN 9782226157089).
- Philon d'Alexandrie : Un penseur en diaspora, Fayard, 2003 (ISBN 978-2-213-61740-4).
- Flavius Josèphe : Le Juif de Rome, Fayard, 1999 (ISBN 9782213023076).
- Le peuple hébreu : Entre la Bible et l'histoire, Gallimard, coll. « Découvertes Gallimard Histoire » (no 313), 1997 (ISBN 978-2-07-053356-5).
- Massada : Histoire et symbole, Albin Michel, coll. « Présence du Judaïsme », 1995 (ISBN 9782226076823, présentation en ligne).
- L'hébreu, trois mille ans d'histoire, Albin Michel, coll. « Espaces libres », 2022 (1re éd. 1992) (ISBN 978-2-226-47736-1).
- Jérusalem contre Rome, Paris, Éditions du Cerf / CNRS Éditions, coll. « Biblis histoire » (no 12), 2011 (1re éd. 1990), 567 p. (ISBN 978-2-271-07303-7).

Mireille Hadas-Lebel a également publié plusieurs ouvrages pédagogiques (écrits, cassettes ou CD) pour apprendre l'hébreu.

## Décorations
- Chevalier de la Légion d'honneur[1]
- Officier de l'ordre national du Mérite
- Officier de l'ordre des Palmes académiques